# José Luis García Fernández
José Luis (o Xosé Lois) García Fernández, nacido en Lugo el 22 de abril de 1945, es un escritor gallego.

## Biografía
Aunque nació en Lugo, su infancia fue en Merlán (Chantada). Con veinte años pasó a vivir a Barcelona, donde trabajó de obrero de la metalurgia en la SEAT y estudió varios cursos de sociología en el Instituto de Ciencias Sociales y Políticas que, más tarde, abandonó para ingresar en la Universidad de Barcelona de la que es licenciado en Filosofía y Letras (sección de Historia). Fue Director del Archivo Histórico Municipal y Responsable de Patrimonio Histórico de San Andrés de la Barca (Barcelona). Fundador del “Centre d’Estudis Joan Falguera” de San Andrés de la Barca, y de la “Asociación de Amigos del Románico de la Comarca de Chantada”.
Desarrolló diversas labores en la divulgación de la cultura gallega en Cataluña. Es autor de diversas publicaciones de historia, ensayo, teatro, literatura infantil y sobre la simbología románica en la Ribeira Sacra. También es crítico de arte y literatura, conferenciante y articulista en varias publicaciones de Galicia, España y Portugal. Entre ellas destacan: la revistas portuguesas Noticia Renascença,Quadernos del Tâmaga!, Anto y Saludad, Colóquio & Letras; las revistas catalanas Canigó e Historia y Vida, los periódicos: Avui y Mundo Diario, así como columnista semanal de El Correo Gallego, Galicia Hoy, Nuestra Tierra y Sérmelos Galicia.
Especialista de la literatura de expresión portuguesa en África (a este continente viajó en numerosas ocasiones) y autor de antologías poéticas de Portugal, Galicia, Mozambique, Angola, Ginea-Bissáu, Macau y Brasil. También es antólogo y traductor. Su obra la componen más de cincuenta libros publicados sobre diversas temáticas en gallego, portugués y catalán. Es miembro de honor de la União dos Escritores Angolanos. En 2024 fue nombrado por unanimidad miembro correspondiente de la Academia Angolana de Letras.

## Obra

### Poesía
- Cancioneiro de Pero Bernal, 1972.
- Abrilsonetos, 1974.
- Borralleira pra sementar una verba, 1974, Xistral.
- Non teño outra cantiga, 1975, edición do autor, Barcelona.
- Do Faro ao Miño, 1978, Ediciós do Castro.
- Aquarium, 1982, Ediciós do Castro.
- Materia Corporal (1986).
- Os indícios do sol, 1988, Oficinas de Trabalho Protegido da APPACDM, Braga.
- Tempo precario (1972-1987), 1988, Ediciós do Castro.
- Labirinto incendiado, 1989, Edições do Tâmega, Amarante.
- Paixón e rito, 1993, Sons Galiza.
- Círculo de luz e xisto, 1994, Espiral Maior.
- Rosto incompleto, 1996, Espiral Maior.
- Falo de Baco, 1998.
- Sambizanga, 1999, Ediciós do Castro.
- O som das águas lentas, 1999.
- Kalendas, 2005, Xerais.
- Do Faro ao Miño 2 (2005)
- No imo do tempo, 2007, Toxosoutos.
- Pórticos do gozo (poemas a Pantón), 2008, Toxosoutos.
- Poemas pornofálicos, 2009, Toxosoutos.
- Petroglifia (poemas a Sober), 2010, Toxosoutos.
- Por ninguén aloumiñada. Poesía completa 1972-2005, 2011, Toxosoutos.
- No sangue dos bardos. Poesía completa 2005-2009, 2011, Toxosoutos.
- Tedempo, 2012.
- Remitencias, 2013, Asociación Cultural Xermolos.
- No soño dos ollos (2017).

### Ensayo
- Castelao, Otero Pedrayo, Suárez Picallo, Villar Ponte. Discursos Parlamentarios (1931-1933), 1978, Ediciós del Castro.
- Castelao i Catalunya, 1979, Alvarellos.
- Nacionalidades colonizadas de la Europa Occidental, 1980, Follas Novas.
- Castelao desde Catalunya, 1988, Ediciós do Castro.
- Lectura e itinerario posible por la Tierra Chá de Manuel María, 1994, Diputación de Lugo.
- Simbología del románico de Pantón, 1999, Editorial Compostela.
- Los trovadores de las tierras de Chantada, 2001, Ediciós del Castro.
- Simbología del románico de Sober, 2008, Junta de Galicia.
- Simbología del románico de Chantada, 2010, Diputación de Lugo.
- Uxío Novoneyra, hombre y tierra, 2010, Toxosoutos.
- Uxío Novoneyra revisitado, 2010, Xerais.
- Por las diversas geografías de la Lusofonía, 2013, Asociación Cultural Xermolos.[7]
- Manuel María reencontrado, 2015, Toxosoutos.
- De la A a la Z con Manuel María, 2016, Urco.
- Alefato (2021). Noia: Toxosoutos. 104 págs. ISBN 978-84-123409-1-4.

### Narrativa
- Gente de invierno: cuentos, 1995, Ediciós do Castro.

### Teatro
- A proclama (1996). Cuadernos de Teatro.
- A cerna (2013)
- Conversa de Manuel María e Xohán de Requeixo no monte Faro, entre as néboas do tiempo (2016)
- O proceso a Lucía Fidalgo (2017)
- Auto do demo e da viñateira (2017)
- Teatro completo (1996-2019) (2019). Ed. de Autor. ISBN 978-84-09-14183-8. Estudio preliminar de Elza Hauresku.

### Ediciones
- Escolma de poesía gallega (1976-1984), 1984, Sotelo Blanco.
- Rosalírica: (homenaje de 27 poetas portugueses a Rosalía en el centenario de su muerte), 1985, Ediciós do Castro.
- Cantar d'amor y d'amigo, de Carles Riba, 1990, Ediciós do Castro.
- Nueva Galicia, 1990, Ediciós do Castro. Edición facsimilar.
- Floriram cravos vermelhos: antología poética de la expressão portuguesa em África e Ásia, 1993, Espiral Maior.
- Nacionalismo y Cultura, de Amílcar Cabral, 1999, Laiovento.
- Homenagem a Angola no XXV aniversário de súa independência nacional (1975-2000), 2001, Ediciós do Castro.
- Cuadernos poéticos de un emigrante gallego en Cuba, de punta en blanco Campio Devesa Naveiro, 2004, Ediciós do Castro.
- Antología de los poetas gallegos en Cuba, 2008, Toxosoutos.
- Antología poética de la Escuela Labradora luguesa. De Leiras Pulpeiro a Uxío Novoneyra, 2013, Fundación Uxío Novoneyra.

### Literatura infantil y juvenil
- A figueira lingoreteira, 1996, Ediciós do Castro. Poesía.
- A mulemba que habla, 2006, Everest Galicia. Narrativa.
- A feira do cinco, 2009, La Cascada. Teatro.
- A idade do orballo, 2009, Everest Galicia. Narrativa.
- O reloxio de Merexildo, 2009, La Cascada. Teatro.
- Labyrinthus, 2010, Everest Galicia. Narrativa.
- Mirafentos, 2010, La Cascada. Teatro.
- Do A ao Z con... Manuel María, 2011, Everest Galicia. Ensayo.

### Traducciones
- Tao Te King, de Lao Tse, 2006, Toxosoutos.
- Poesía anónima africana, 2007, Toxosoutos.
- Sagrada esperanza - Agostinho Neto, 2009, Editorial Arte y Literatura

### Obras colectivas
- Desde mil novecientos treinta y seis: homenaje de la poesía y de la plástica gallega a los que lucharon por la libertad, 1995, Ediciós do Castro.
- Alén do azul (una docena de poetas gallegos en Cataluña), 1999, Ediciós do Castro.
- Homenaje a don Paco del Riego, hijo adoptivo de Nigrán, 2003, Ediciones do Cumio.
- Homenaje poético al trovador Xohan de Requeixo, 2003.
- Erato bajo la piel del deseo, 2010, Sial Ediciones.
- Versus cianuro. Poemas contra la mina de oro de Corcoesto, 2013, A. C. Caldeirón.
- Os aforismos do riso futurista, 2016, Xerais.
- Verbo na arria. Homenaje literario a Xohan Xesus González, 2016, Fervenza.

## Obra en catalán

### Poesía
- Cruïlles de Sant Andreu de la Barca (2006)

### Teatro
- Desguiament de guiats (2014)

### Traducciones
- El problema de les nacionalitats ibèriques (antologÍa de "Siempre en Galicia"), de Castelao, 1983, Edicions 62.

### Ensayo
- Tot descobrint Sant Andreu de la Barca (1999)
- Imatges i records de Sant Andreu de la Barca (1999)
- Efemèrides històriques de Sant Andreu de la Barca (2000)
- Recull enciclopèdic de Sant Andreu de la Barca (2001)
- La Societat Él Casino de Sant Andreu de la Barca (2002)
- La pagesia la Sant Andreu de la Barca (2004)
- Els alcaldes de Sant Andreu de la Barca del segle XX (2005)
- L'alcalde Joan Falguera i Estapé. Vida i obra (2005)
- Guia del patrimoni arquitectònic de Sant Andreu de la Barca (2006)
- Constitució del Consell de Jurats de Sant Andreu de la Barca (1594) (2006)
- L'ahir i l’avui de Sant Andreu de la Barca (2007)
- L'emigració de Sant Andreu de la Barca a Xile (2008)
- La nostre gent (Sant Andreu de la Barca) (2009)
- Cròniques de Sant Andreu de la Barca (2012)

## Obra en castellano

### Traducciones
- Poemas a la madre África (antología de la poesía angolana de él siglo XX), 1992, Ediciones del Castro.
- AntologÍa de la poesÍa brasileña = antología de la poesía brasileña, 2001, Laiovento.

## Premios
- 1992: Creación Literaria del Ministerio de Cultura.
- 2008: Pedrón de Honra.[8]
- 2009:  Hijo Adoptivo y Cronista de San Andrés de la Barca
- Ganador del II Premio MOME de Teatro Varela Buxán del Ayuntamiento de La Estrada.